# Traje funerario de jade

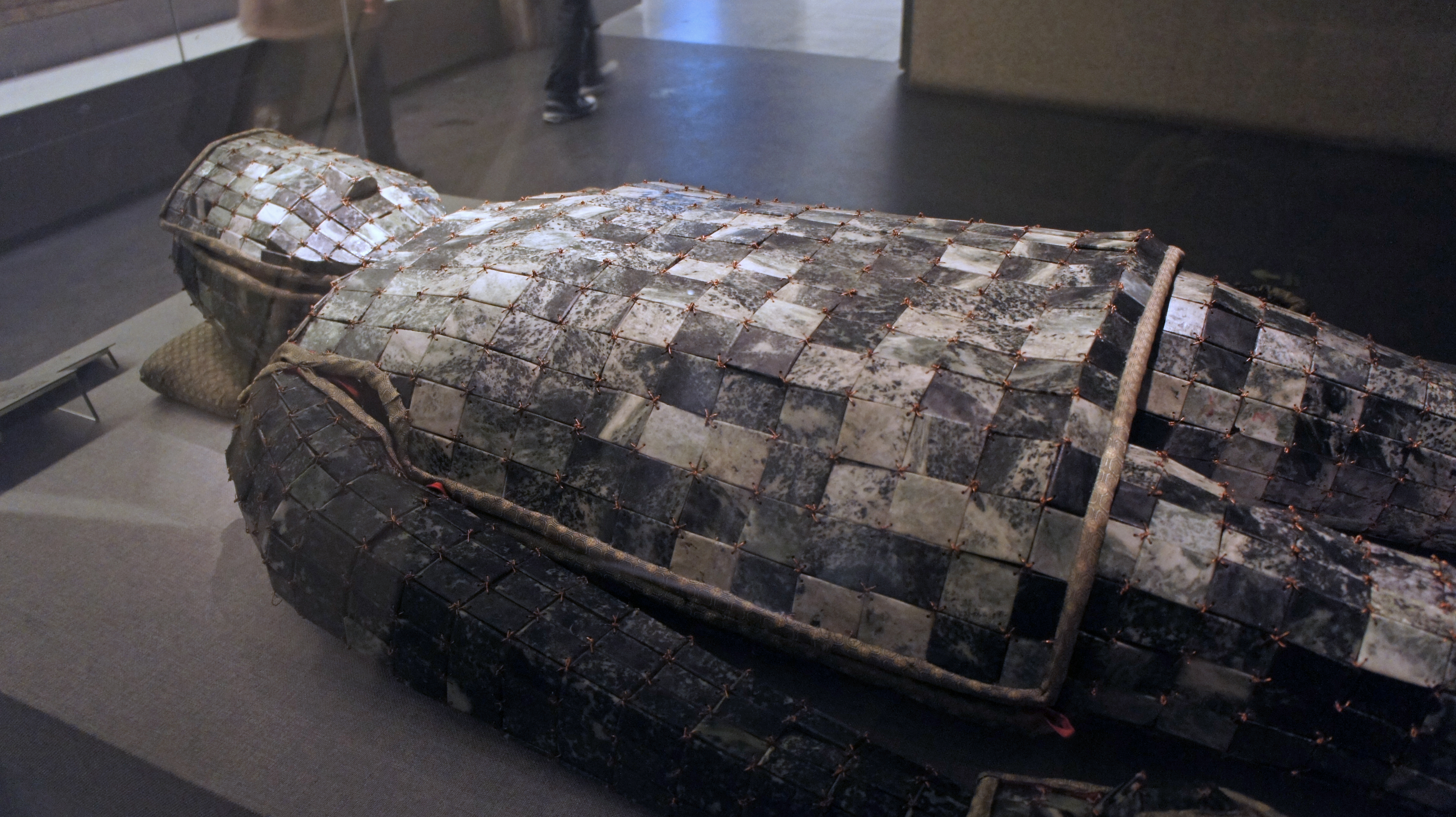
Traje funerario de jade de Liu Sui, príncipe de Liang, dinastía Han Occidental, hecho con 2.008 piezas de jade.

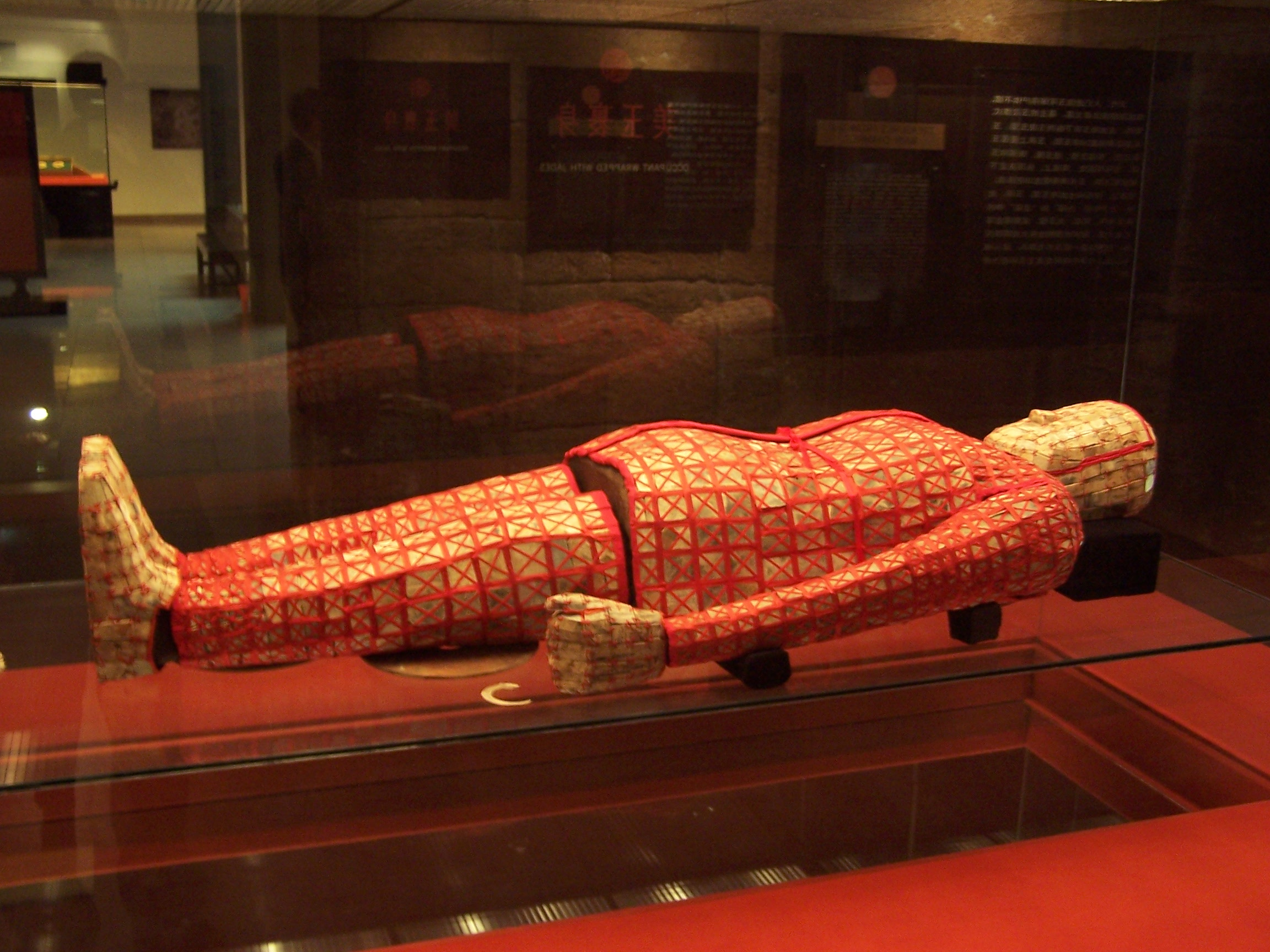
Traje funerario de jade en el Museo del Mausoleo del rey Nanyue, en Guangzhou

Un traje funerario de jade o armadura funeraria de jade, es un traje ceremonial hecho de piezas de jade con el que miembros de la realeza y la nobleza de la dinastía Han eran enterrados.

## Estructura
De los trajes de jade encontrados, la mayoría de las piezas de jade son cuadradas o rectangulares, aunque también se han encontrado placas triangulares, trapezoidales y romboidales. Las placas normalmente están unidas mediante alambres, enhebrados a través de pequeños agujeros perforados en las esquinas de cada pieza. La composición del alambre varía, y varios trajes han sido encontrados unidos con oro o plata. Otros trajes, como el del rey Zhao Mo, fueron unidos utilizando hilo de seda, o cintas de seda superpuestas en los bordes de las placas. En algunos casos, se han encontrado piezas adicionales de jade en la cobertura de la cabeza, incluyendo placas para cubrir los ojos, y tapones para cubrir las orejas y nariz.
Según el Libro de los últimos Han, el tipo de alambre utilizado dependía del estatus social de la persona enterrada. Los trajes funerarios de jade de los emperadores y emperatrices llevaban hilo de oro; los de príncipes, princesas, duques, y marqueses, hilo de plata; los hijos o hijas de estos hilo de cobre; y los aristócratas menores, hilo de seda, y todos los demás tenían prohibido ser enterrados con trajes funerarios de jade. Pero el examen de los trajes recuperados, como los dos encontrados en Mancheng, ha revelado que estas reglas no siempre fueron seguidas. Teniendo en cuenta el vasto tamaño del país, y los medios relativamente lentos de difundir información, no es sorprendente que los materiales y las técnicas utilizados difieran ocasionalmente de las directrices oficiales.
Un traje funerario de jade era extremadamente caro de crear, y solo los ricos aristócratas podían permitírselos. Además, el proceso de fabricación requería varios orfebres y se estima que se requerían varios años para completar un solo traje.

## Historia

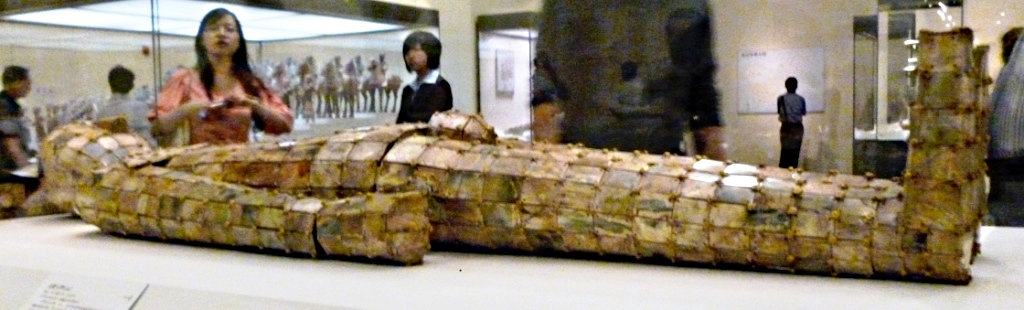
Mortaja de jade de Liu Xiu (f. 55 a. C.), rey de Zhongshan en el Museo Nacional de China, Pekín.

El jade era en la antigua China una piedra preciosa altamente apreciada a la que se atribuían propiedades mágicas relacionadas con la conservación y la inmortalidad. Se llegó a creer que evitaba la descomposición de la carne por lo que pronto fue habitual en el ajuar funerario real y nobiliario. Se descubrieron tumbas del Periodo de las Primaveras y Otoños pertenecientes a los duques del estado Jin en Quwo en que el cuerpo había sido cubierto con pequeñas piezas de jade entrelazadas con seda. Buscando preservar el cuerpo, esto acabó evolucionando a auténticas armaduras completas de placas de jade con el cuerpo dentro.
Durante muchos años, los arqueólogos sospecharon que los registros mencionando trajes funerarios de jade eran solo leyendas. Pero el descubrimiento en 1968 de dos trajes completos de jade en las tumbas de Liu Sheng y su esposa Dou Wan en Mancheng, Hebei, finalmente probó su existencia real. Los trajes de jade de Liu Sheng y Dou Wan constan de 2.498 placas de jade sólido unidas con 1,500 gramos de alambre de oro.
En 1973, un traje funerario de jade perteneciente al príncipe Huai de la dinastía Han Occidental fue descubierto en Dingxian, Hebei. Consta de 1.203 piezas de jade y 2,580 gramos de hilo de oro.
En 1983, un traje de jade fue encontrado en la tumba de Zhao Mo, el segundo rey de Nanyue, en Guangzhou. El hilo de seda rojo utilizado para atar las 2.291 placas de jade representa la inmersión de Zhao Mo en la cultura local. Se exhibe en el Museo local del Mausoleo del rey de Nanyue.
En 1991, se extrajo un traje funerario de jade de un grupo de tumbas monumentales del rey de Chu, Liu Wu, en Xuzhou. Este magnífico traje de jade y oro de tamaño natural es el que ha sobrevivido en mejores condiciones, poseyendo un alto valor artístico.
Ahora se sabe que los trajes funerarios de jade eran de hecho relativamente comunes entre los aristócratas más ricos de la Dinastía Han (siglo III a. C. - III d. C.), pero la mayoría se acabaron perdieron debido a la actividad de los ladrones de tumbas. Tras la caída de la dinastía, la costosa costumbre fue abandonada.

## Galería

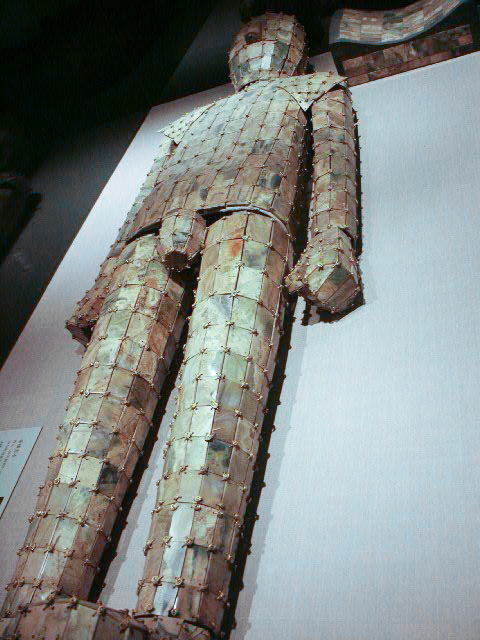
Un traje funerario Han de jade en el Museo Nacional de China, Pekín.
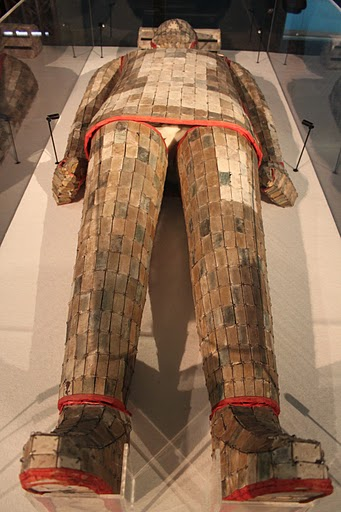
Traje funerario de jade en el Museo de Henan, en Zhengzhou.
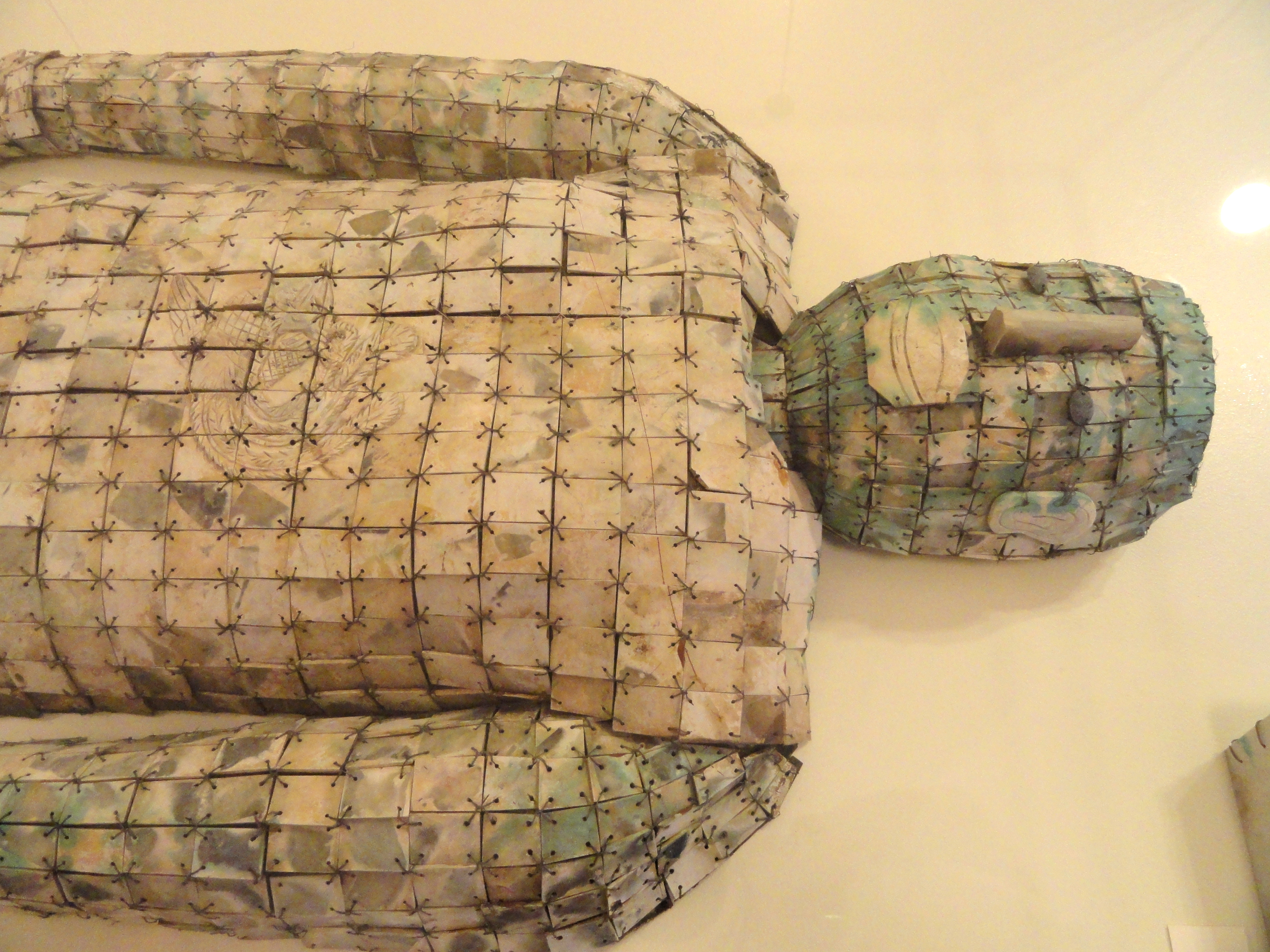
Detalle de un traje funerario de jade con hilo de cobre en el George Walter Vincent Smith Art Museum en Springfield, Massachusetts.
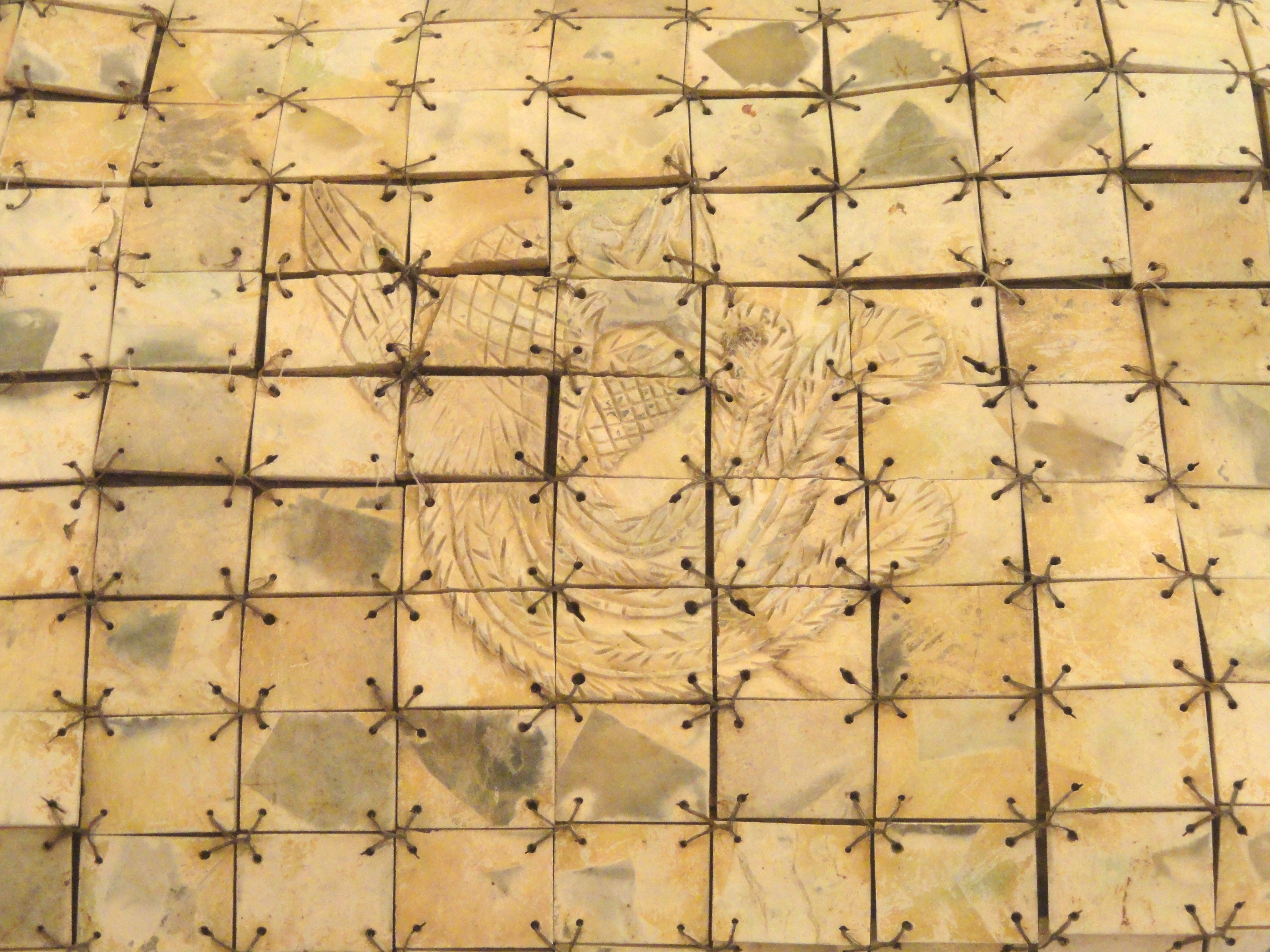
Detalle del traje en el George Walter Vincent Smith Museum.
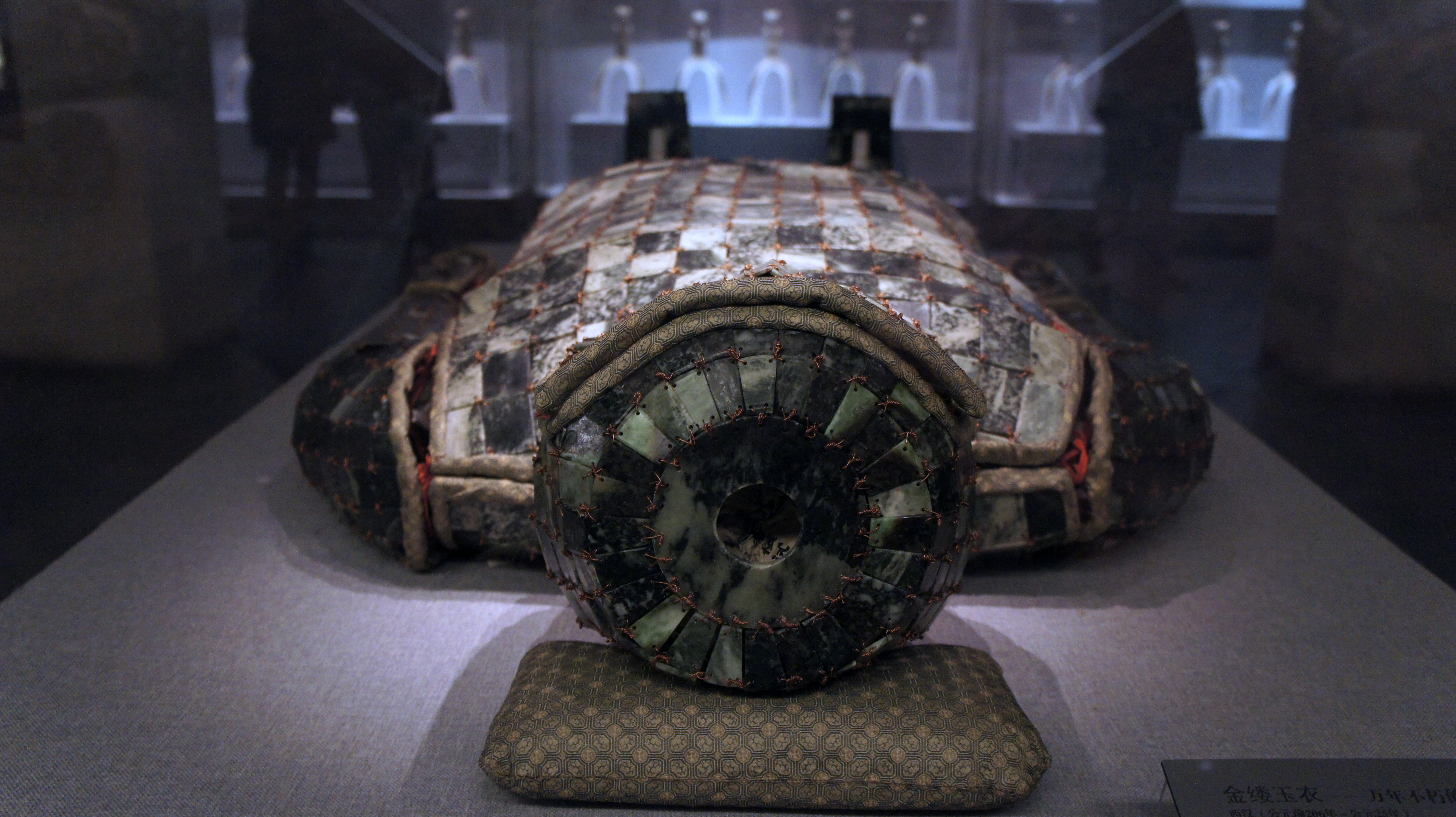
Detalle de la sección de la cabeza del traje funerario de jade de Liu Sui, príncipe de Liang, dinastía Han Occidental.
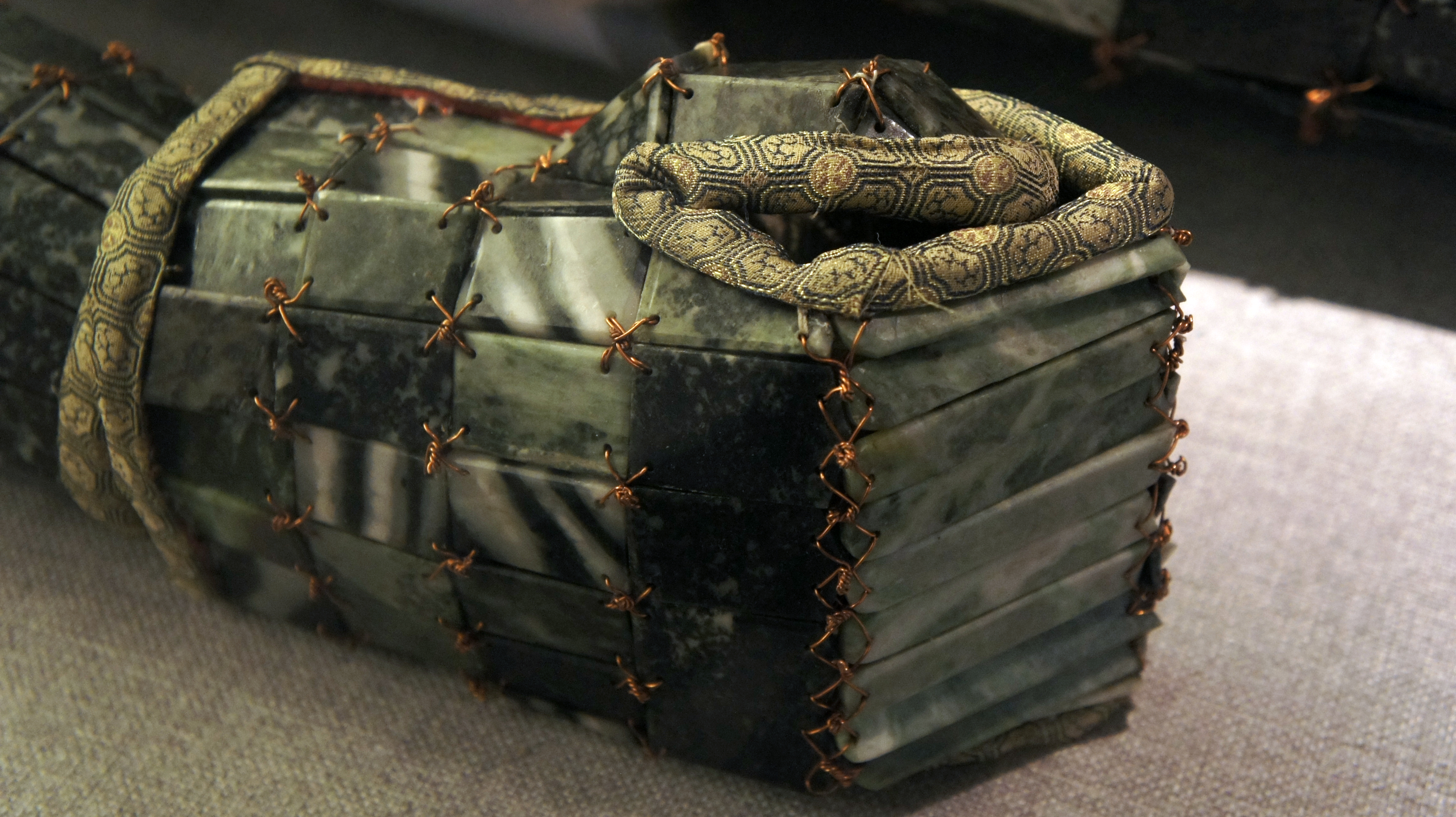
Detalle de la sección de la mano del traje funerario de jade de Liu Sui, príncipe de Liang, dinastía Han Occidental.